# Bryce Bayer
Bryce Edward Bayer (15. srpna 1929, Portland, Maine, USA – 13. listopadu 2012, Bath, Maine, USA) byl americký vědec, vynálezce tzv. Bayerovy masky, která se používá ve většině moderních digitálních kamerách a fotoaparátech. Byl nazýván „maestro, bez kterého by fotografování nebylo takové, jak jej dnes známe.  Po jeho smrti se Larry Scarff, bývalý předseda standardizační skupiny pro kvalitu obrazu telefonních kamer (Camera Phone Image Quality Standards Group), vyjádřil pro New York Times: „stále bychom z digitálních kamer dostávali jen černobílý obraz.“

## Dětství a studium
Bryce Edward Bayer se narodil 15. srpna 1929 v Portlandu, stát Maine, Altonovi a Marguerite Willardové Bayerové. Už jako dítě ho zajímaly fotoaparáty a zejména v té době populární Kodak Brownie. Základní školní studium ukončil v roce 1947 na Deering High School v Portlandu, kde strávil spoustu času ve školní fotolaboratoři. „Ve skutečnosti vyvolával všechny fotky pro školní ročenku,“ řekl jeho syn David deníku New York Times po Bayerově smrti.
Po získání bakalářského titulu v roce 1951 v inženýrském oboru na univerzitě v Maine se přestěhoval do Rochesteru, kde začal pracovat jako výzkumný vědec pro Eastman Kodak. Tam setrval až do svého odchodu do důchodu v roce 1986. Později ještě pokračoval ve studiu na univerzitě v Rochesteru a v roce 1960 získal magisterský titul v oboru průmyslové statistiky.

## Bayerův filtr
Během práce pro Kodak Bayer dokončil v roce 1974 návrh pro barevný filtr monochromatického digitálního snímače. Na tento návrh získal v roce 1976 patent pod číslem „3,971,065“. Filtr používá jednoduchý princip, nazvaný „Bayerova maska“. Jeho základem jsou šachovnicově rozmístěné RGB barevné filtry (červený, zelený a modrý) pro tři barevné složky světla, které umožňují digitálnímu snímači zpracovat plnobarevný obraz. Polovina obrazových políček je překryta zeleným filtrem a o zbývající polovinu se dělí červený a modrý filtr. Tím je v principu dosaženo imitace citlivosti lidského oka, které je nejcitlivější právě na zelenou barvu.

Matice Bayerova filtru

„Maska je opravdu jednoduchá,“ řekl Ken Parulski, bývalý vedoucí vědec oddělení pro digitální fotoaparáty v Kodaku. „Je tam dvojnásobek zelených prvků než červených nebo modrých, neboť tato maska napodobuje, jak lidské oko vnímá barevné pole. Parulski dodal, že i když vědci v laboratořích vyvíjeli několik masek, včetně Parulského, „pouze Bayerova maska obstála ve zkoušce času. Larry Scarff, bývalý předseda standardizační skupiny pro kvalitu obrazu telefonních kamer, se vyjádřil takto: „99,99 % všech digitálních kamer – a tedy i těch v telefonech, webkamerách, kompaktních fotoaparátech či různých spotřebitelských videokamerách – používá Bayerovu mřížku k reprodukci barevného obrazu. Dr. Terry Taber, viceprezident a vedoucí technolog společnosti Kodak řekl, že: „Bryce vynalezl elegantní řešení, které je téměř za každým digitálním snímkem dneška.“
Podle Rochester Democrat and Chronicle, Bayerova práce na filtru „pomohla vydláždit cestu pro vývoj prvních funkčních digitálních kamer již následující rok. Steve Sasson, spoluvynálezce první digitální kamery, řekl Rochesterským novinám, že „Bayerův příspěvek nebyl jen průkopnický, ale přímo prorocký. „Bez něj bychom o digitálních fotoaparátech dneška přemýšleli úplně jinak,“ řekl Sasson. „Bryce se pokoušel vyřešit, jak se dvojrozměrným polem monochromatického snímače dá zachytit plnobarevný obraz a toto se stalo základem pro digitální zobrazování. Vyřešil klíčový problém ještě dříve, než se tím problémem vůbec stal. A Sasson dodává „Bryce byl pro mě vždy hrdinou. Parulski se pro Democrat and Chronicle vyjádřil, že se vždy cítil „velmi šťastný, že mohl s Bryceem pracovat od prvních dní v Kodaku... Bryce byl velmi skromný a trvalo mi celá léta, než jsem pochopil, jaký génius je to ve skutečnosti.“
| „                     | Bayerův vynález je hlavním důvodem, proč jsou dnešní (digitální) fotoaparáty a kamery tak malé a přitom poskytují ostrý barevný obraz. | “ |
| — Ken Parulski, Kodak | |   |

## Jiné profesionální aktivity

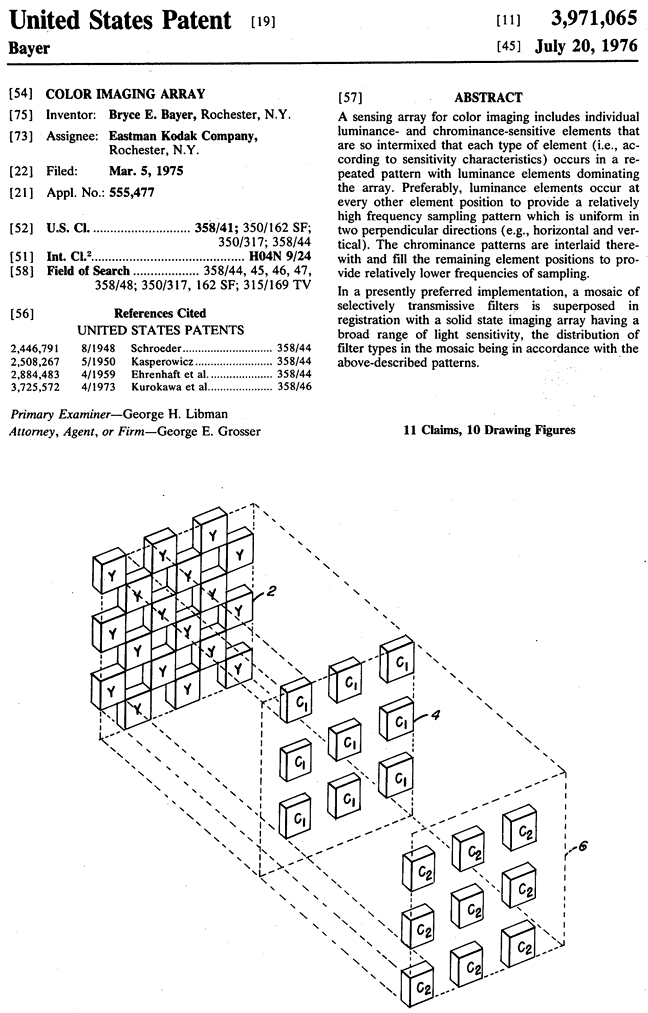
Titulní strana patentu na Bayerovu masku

Bayerův příspěvek pro fotografii zahrnuje i algoritmy, které hrají klíčovou roli při ukládání, zpracování či tisk digitálního obrazu.

## Ocenění
Bayer byl v roce 2009 oceněn Královskou fotografickou společností (Royal Photographic Society) Medailí progresivity za „uznání vynálezu, výzkumu, publikování, jehož výsledkem je významný pokrok ve vědecko-technickém vývoji fotografie nebo zobrazování v nejširším smyslu slova. V roce 2012 získal od Společnosti filmových a televizních inženýrů (Society of Motion Picture and Television Engineers) medaili za vznik kamer a obrazu (Camera Origination and Imaging Medal).

## Soukromý život
V Kodaku potkal kolegyni Joanu Fitzgeraldovou, se kterou se v roce 1954 oženil. Měli spolu dva syny a jednu dceru. Bayer zemřel 13. listopadu 2012 v Bath, stát Maine, na „dlouhou nemoc související s demencí", řekl jeho syn Douglas pro New York Times.